# Rogers Cup 2010
Der Rogers Cup 2010 war die 121. Ausgabe des Tennis-Hartplatzturniers. Das Herrenturnier der ATP World Tour 2010 fand vom 7. bis 15. August 2010 in Toronto statt. Das Damenturnier war als Turnier der Premier 5-Kategorie Teil der WTA Tour 2010 und fand vom 16. bis 23. August 2010 in Montreal statt.

## Herrenturnier
→ Hauptartikel: Rogers Cup 2010/Herren
→ Qualifikation: Rogers Cup 2010/Herren/Qualifikation

## Damenturnier
→ Hauptartikel: Rogers Cup 2010/Damen
→ Qualifikation: Rogers Cup 2010/Damen/Qualifikation